# Poolbillard 1997
Die Poolbillard-Saison 1997 war eine Serie von Poolbillard-Turnieren, die von der World Pool-Billiard Association veranstaltet wurden.

## Saisonergebnisse
| Datum                           | Turnier                                   | Austragungsort | Disziplin   | Sieger          | Finalist       | Ergebnis |
| 5. April bis 13. April          | Europameisterschaft 1997                  | Stavanger      | 14/1 endlos | Ralf Souquet    | Oliver Ortmann |          |
| 5. April bis 13. April          | Europameisterschaft 1997                  | Stavanger      | 8-Ball      | Bernd Jahnke    | Ralf Souquet   |          |
| 5. April bis 13. April          | Europameisterschaft 1997                  | Stavanger      | 9-Ball      | Ralf Souquet    | Bernd Jahnke   |          |
| 29. August bis 31. August       | World Pool Masters 1997                   | Thurrock       | 9-Ball      | Earl Strickland | Tommy Donlon   |          |
| 16. September bis 21. September | US Open 9-Ball 1997                       | Chesapeake, VA | 9-Ball      | Earl Strickland | unbekannt      |          |
| 18. Dezember bis 21. Dezember   | Mosconi Cup 1997                          | Bethnal Green  | 9-Ball      | USA             | Europa         | 13:8     |
|                                 | International Challenge of Champions 1997 | Uncasville     | 9-Ball      | Oliver Ortmann  | unbekannt      |          |
|                                 | 9-Ball-Weltmeisterschaft 1997             | Chicago        | 9-Ball      | Johnny Archer   | Lee Kun-fang   |          |